# (1260) Вальхалла
(1260) Вальхалла (нем. Walhalla) — астероид главного пояса, который был открыт 29 января 1933 года немецким астрономом Карлом Рейнмутом в обсерватории Хайдельберг в Германии. Астероид назван в честь мраморного дворца-храма Вальгалла близ Регенсбурга.
Длительность одного оборота астероида Вальхалла вокруг Солнца составляет 4,229 года.